# クドス
クドス・カルジャ（モンゴル語: Qudos Qalǰa、中国語: 忽都思合勒札、生没年不詳）は、13世紀初頭にモンゴル帝国に仕えた千人隊長の一人。
『元朝秘史』では忽都思(hūdōusī)あるいは忽都思合勒札(hūdōusī hélèzhá)、『集史』ではقوتوس قلجا(Qūtūs Qalja)として名前が記されるが、その出自について両者は全く異なる記述を残している。

## 概要
『元朝秘史』によると、「クドス(Qudos＞hūdōusī/忽都思)」はバルラス部の出身で、兄のクビライとともにチンギス・カンの下に帰参したという。兄のクビライが四狗の一人に数えられる程の活躍を果たしたのに対してクドスの事蹟についてはあまり知られていないが、1204年にはケシクテイ（親衛隊）のトルカウト（侍衛）を指揮するオゲレ・チェルビの副官に任ぜられている。1206年のモンゴル帝国建国時には千人隊長（ミンガン）に任ぜられ、『元朝秘史』の功臣表では42位に列せられている。
一方、『集史』「バアリン部族志」はバアリン部の枝族スカヌウト部族にクドス・カルジャ(Qudos Qalǰa＞Qūtūs Qalja/قوتوس قلجا)とウカル・カルジャという兄弟がおり、2人で1つの千人隊を治めていたと記されている。ただし、『集史』にはクドス、ウカル兄弟の事蹟については全く記録がない。名前の一致から『元朝秘史』の「クドス・カルジャ(Qudos Qalǰa＞hūdōusī hélèzhá/忽都思合勒札)」と『集史』の「クドス・カルジャ(Qudos Qalǰa＞Qūtūs Qalja/قوتوس قلجا)」は同一人物ではないかと考えられているが、出身部族の違いなど、クドスの出自については不明な点が多い。